# Molvedo
Molvedo (1958-1987) est un cheval de course pur-sang anglais italien, vainqueur du Prix de l'Arc de Triomphe en 1961. 

## Carrière de courses
Entraîné près de Milan par Arturo Maggi et monté en course par Enrico Camici, le jockey de son père Ribot, débute à San Siro à l'automne 1960 et ne tarde pas à s'affirmer comme le meilleur 2 ans d'Italie, bien qu'il soit battu dans le Criterium Nazionale, après avoir manqué son départ  – ce sera l'unique défaite de sa carrière. En octobre, il s'adjuge coup sur coup le Gran Criterium et le Premio Carlo Porta. Grand favori des classiques de printemps, il ne peut y participer, mis sur la touche par une blessure qui l'éloigne des pistes pendant plusieurs mois. Il fait sa rentrée en juillet seulement, et remporte facilement le Premio d'Estate. Envoyé à Deauville pour le Grand Prix, il s'y montre souverain, laissant à quatre longueurs le vainqueur du Prix Ganay, Misti.     
Molvedo se présente au départ du Prix de l'Arc de Triomphe en cheval tout neuf, et la course promet un duel entre lui et celui qui passe pour le meilleur 3 ans d'Europe, le champion français Right Royal, qui a brillamment réalisé le doublé Poule d'Essai des Poulains / Prix du Jockey Club, avant de mettre à raison les Anglais dans les King George VI & Queen Elizabeth Diamond Stakes à Ascot. La victoire revient au Transalpin, par deux longueurs, devant Right Royal et Misti. Pour cette victoire, dans une édition de l'Arc très relevée, Timeform attribue un rating exceptionnel à Molvedo, 137. Le champion italien se produit une dernière fois, à domicile, dans le Gran Premio del Jockey Club qu'il gagne avec facilité avant de rejoindre le haras. Dans leur livre de référence A Century of Champions, John Randall et Tony Morris considèrent Molvedo comme le troisième meilleur cheval italien du 20e siècle, derrière Ribot et Nearco.     

### Résumé de carrière
| Date        | Hippodrome  | Pays        | Course                      | Distance    | Jockey      | Place       | Écart       | Deuxième      |
| 1960, 2 ans | 1960, 2 ans | 1960, 2 ans | 1960, 2 ans                 | 1960, 2 ans | 1960, 2 ans | 1960, 2 ans | 1960, 2 ans | 1960, 2 ans   |
| ----------- | ----------- | ----------- | --------------------------- | ----------- | ----------- | ----------- | ----------- | ------------- |
| Septembre   | San Siro    | Italie      |                             |             | E. Camici   | 1er         |             |               |
| Septembre   | San Siro    | Italie      | Criterium Nazionale         | 1 200 m     | E. Camici   | 3e          |             | Adrasto       |
| Octobre     | San Siro    | Italie      | Gran Criterium              | 1 600 m     | E. Camici   | 1er         |             | Maria Barosso |
| Octobre     | Pise        | Italie      | Premio Carlo Porta          | 2 000 m     | E. Camici   | 1er         |             | Asopo         |
| 1961, 3 ans |             |             |                             |             |             |             |             |               |
| Juillet     | San Siro    | Italie      | Premio d'Estate             | 2 000 m     | E. Camici   | 1er         |             |               |
| Août        | Longchamp   | France      | Grand Prix de Deauville     | 2 600 m     | E. Camici   | 1er         | 4           | Misti         |
| 8 octobre   | Longchamp   | France      | Prix de l'Arc de Triomphe   | 2 400 m     | E. Camici   | 1er / 19    | 2           | Right Royal   |
| Octobre     | San Siro    | Italie      | Gran Premio del Jockey Club | 2 400 m     | E. Camici   | 1er         | 4           | Rio Marin     |

## Au haras
Au haras, Molvedo connaît un certain succès en Italie, puisqu'il obtient un titre de tête de liste des étalons en 1976. Il est notamment l'auteur, cette année-là, de Red Arrow, lauréat du Derby Italiano et du Gran Premio d'Italia. Mais son influence reste très limitée au-delà des Alpes et ailleurs. Il meurt en 1987, à près de 30 ans. 

## Origines
Molvedo est issu de la première génération de produits de l'un des plus grands champions du siècle, l'Italien Ribot, invaincu en quatorze courses et double lauréat du Prix de l'Arc de Triomphe. Ribot fut aussi un étalon brillant, tant en Europe (il fut trois fois tête de liste des étalons en Angleterre et en Irlande) qu'aux États-Unis, donnant un autre vainqueur de l'Arc, Prince Royal, et les Américains Tom Rolfe et Graustark aussi doués sur la piste qu'influents reproducteurs, que l'on retrouve dans les pedigrees de chevaux tels que Alleged, Danehill ou Miesque.
Molvedo doit la vie à un malencontreux hasard, puisque sa mère Maggiolina, ne devait pas rencontrer Ribot. C'est la gagnante des Oaks d'Italia Staffa qui était destinée à visiter le crack, mais ses papiers ayant été égarés, on la remplaça par Maggiolina au dernier moment. Celle-ci n'était toutefois pas la première venue, appartenant à une famille classique issue de la matrone Pearl Maiden, mère de l'illustre Pearl Cap, du gagnant du Prix du Jockey Club et de Bipearl, lauréate de la Poule d'Essai des Pouliches. Autre fille de Pearl Maiden, Muci, la troisième mère de Molvedo, s'imposa dans le Premio Primi Passi et pris la deuxième place du Premio Regina Elena, les 1000 Guinées italiennes. 

### Pedigree
| Origines de Molvedo (ITY), mâle bai brun né en 1958 | Origines de Molvedo (ITY), mâle bai brun né en 1958 | Origines de Molvedo (ITY), mâle bai brun né en 1958 | Origines de Molvedo (ITY), mâle bai brun né en 1958 |
| --------------------------------------------------- | --------------------------------------------------- | --------------------------------------------------- | --------------------------------------------------- |
| Père Ribot                                          | Tenerani                                            | Bellini                                             | Cavaliere d'Arpino                                  |
| Père Ribot                                          | Tenerani                                            | Bellini                                             | Bella Minna                                         |
| Père Ribot                                          | Tenerani                                            | Tofanella                                           | Apelle                                              |
| Père Ribot                                          | Tenerani                                            | Tofanella                                           | Try Try Again                                       |
| Père Ribot                                          | Romanella                                           | El Greco                                            | Pharos                                              |
| Père Ribot                                          | Romanella                                           | El Greco                                            | Gay Camp                                            |
| Père Ribot                                          | Romanella                                           | Barbara Burrini                                     | Papyrus                                             |
| Père Ribot                                          | Romanella                                           | Barbara Burrini                                     | Bucolic                                             |
| Mère Maggiolina                                     | Nakamuro                                            | Cameronian                                          | Pharos                                              |
| Mère Maggiolina                                     | Nakamuro                                            | Cameronian                                          | Una Cameron                                         |
| Mère Maggiolina                                     | Nakamuro                                            | Nogara                                              | Havresac                                            |
| Mère Maggiolina                                     | Nakamuro                                            | Nogara                                              | Catnip                                              |
| Mère Maggiolina                                     | Murica                                              | Pilade                                              | Captain Cuttle                                      |
| Mère Maggiolina                                     | Murica                                              | Pilade                                              | Piera                                               |
| Mère Maggiolina                                     | Murica                                              | Muci                                                | Tetratema                                           |
| Mère Maggiolina                                     | Murica                                              | Muci                                                | Pearl Maiden (famille 16-b)                         |